# Passage Bullourde
Le passage Bullourde est une voie du 11e arrondissement de Paris, en France.

## Situation et accès
Le passage Bullourde est situé dans le 11e arrondissement de Paris. Il débute au 14, rue Keller et se termine au 15, passage Charles-Dallery.

## Origine du nom
Le passage Bullourde tient son nom d'un propriétaire terrien, probablement datant du XIXe siècle.

## Historique
En 1910, dans son ouvrage Promenades dans toutes les rues de Paris par arrondissements, Félix de Rochegude mentionne le passage comme suit : « Au 14 [de la rue Keller], s'ouvre le passage Bullourde, qui contient lui-même une cité Lesage-Bullourde (nom de propriétaire.) »
Ouverte en 1864, cette voie est classée dans la voirie parisienne par arrêté du 30 avril 1968.

## Bâtiments remarquables et lieux de mémoire
À noter pour l'anecdote, qu'il existe un cheval de course qui se nomme « Passage Bullourde ».
- no 8-10 : Terrain d'éducation physique et court de tennis Bullourde.